# فريدريك جيمس وودبريدج
فريدريك جيمس وودبريدج (بالإنجليزية: Frederick James Woodbridge)‏ هو مهندس معماري أمريكي، ولد في 18 مايو 1900 في منيابولس في الولايات المتحدة، وتوفي في 17 يناير 1974 في مانهاتن في الولايات المتحدة.